# 長岡市立東中学校
長岡市立東中学校（ながおかしりつ ひがしちゅうがっこう）は、新潟県長岡市に所在する市立中学校である。愛称は東中（とうちゅう）。

## 概要
開校当初は市街地中心部から見て東側の今朝白地区（現：阪之上小学校所在地）に校舎があった。
1956年（昭和31年）に制定された校歌（作詞：松岡譲・作曲：小出浩平）の一節には「川辺のさくら　日に映えて」とあるが、この川とは信濃川ではなく旧所在地付近を流れる福島江のことを指す。
校舎は1961年（昭和36年）に現在地へ移転したため、市街地から見て東に位置する学校ではなくなった。

### 特色
本校は中越地区で唯一「教科教室型」の方式を採用している。例えば国語の授業では国語教室を使用する。このため自教室（独立したクラス）は一切なく、ホームベースと呼ばれる電子錠付きのロッカールームが生徒数分設置されており、このロッカー内に生徒個人の学習用具などを収納する。

### 校舎の改築にあたって
本校は中越大震災の発生後に建て替え工事を実施しているが、建て替えにあたっては先述した大地震の教訓を活かし、大規模な災害発生および長期間の避難所設置を想定した多くの内容をコンセプトに取り入れている。

#### 建物データ[1]
- 敷地面積：34,030.00m2
- 建築面積：6,708.80m2
- 延床面積：11,181.16m2

## 沿革
- 1934年（昭和9年）7月7日 - 新潟縣長岡市長岡高等小學校設置認可。
- 1935年（昭和10年）4月1日 - 新潟縣長岡市長岡高等小學校設立。同年4月5日に同校を開校。
- 1941年（昭和16年）4月1日 - 新潟縣長岡市長岡國民學校と改称
- 1947年（昭和22年）4月2日 - 新潟県長岡市立東中学校と改称。同年4月30日に同校を設立。
- 1947年（昭和22年）5月25日 - 開校式、入学式を実施。以降、5月25日を開校記念日とする。
- 1961年（昭和36年）8月30日 - 新校舎移転第1回目（第2学年が今朝白から水道町へ移転）
- 1962年（昭和37年）12月4日 - 新校舎移転第2回目（第2学年が今朝白から水道町へ移転）
- 1964年（昭和39年）3月31日 - 体育館竣工
- 1965年（昭和40年）3月31日 - 新校舎全館竣工
- 1967年（昭和42年）7月15日 - プール竣工
- 2003年（平成15年） - 新校舎建築検討委員会発足
- 2007年（平成19年）6月 - 新校舎建設着工
- 2008年（平成20年）11月 - 新校舎完成[1]
- 2008年（平成20年）12月20日 - 新校舎竣工

## 通学区域
#外部リンクを参照。

### 進学前小学校
- 長岡市立阪之上小学校
- 長岡市立中島小学校
- 長岡市立表町小学校
- 長岡市立神田小学校
- 長岡市立新町小学校（一部のみ）
- 長岡市立川崎小学校（一部のみ）

## 交通・アクセス方法
- JR（上越新幹線・信越本線・上越線）長岡駅より北西へ約2.0km（徒歩：約30分）

## 著名な出身者
- 猪俣隆（元阪神・プロ野球選手）
- 今井雄太郎（元阪急・プロ野球選手）
- 入船亭扇辰（落語家）
- 櫻井よしこ（ジャーナリスト）
- 丸山浩路（ステージパフォーマー）
- 堀敏彦（テレビ新潟アナウンサー）